# Шишковцы (Тернопольская область)

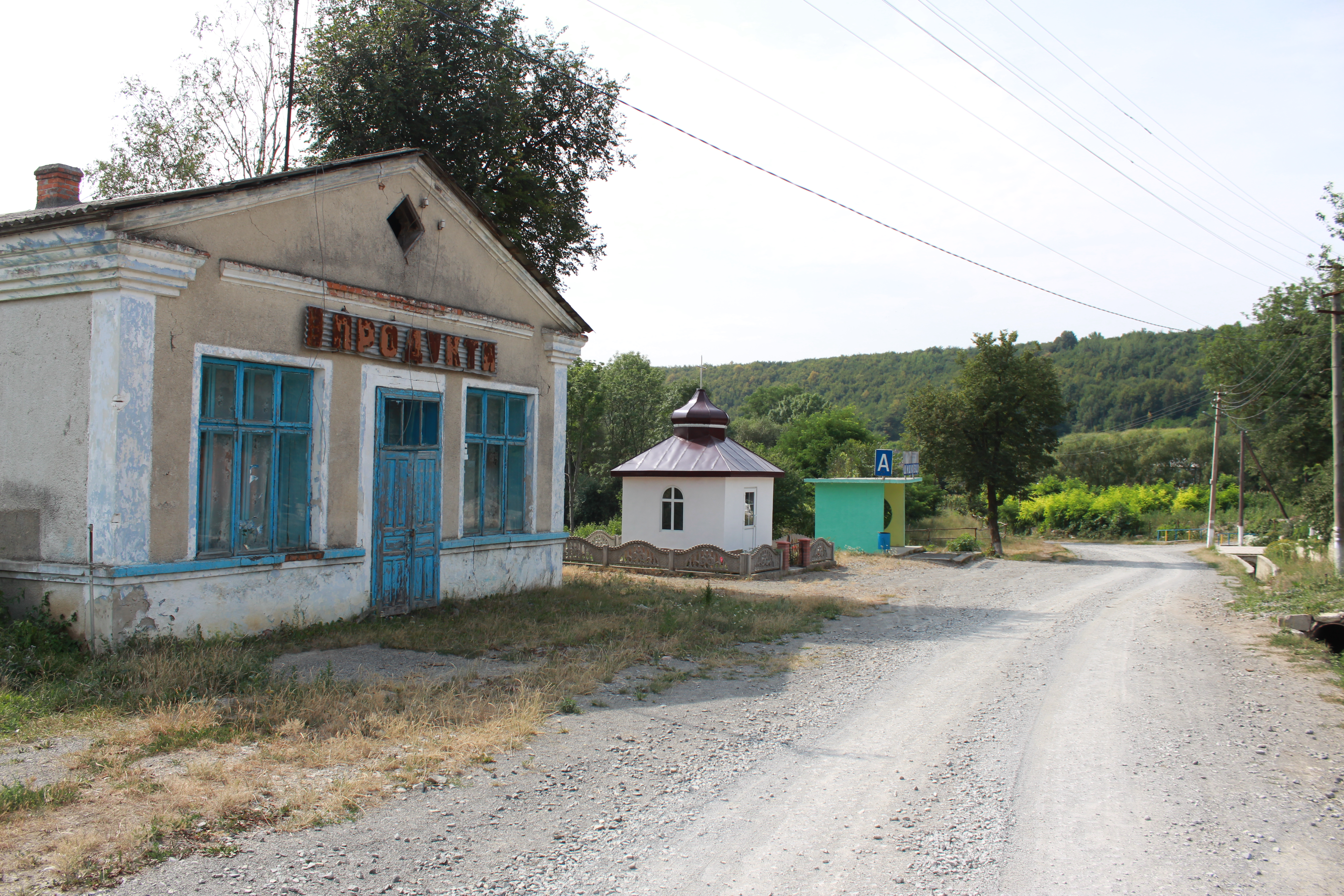
В центре села

Шишковцы (укр. Шишківці) — село в Борщёвской городской общине Чортковского района Тернопольской области Украины.
До 2020 года входило в Борщёвский район.
Код КОАТУУ — 6120887402. Население по переписи 2001 года составляло 263 человека.

## Географическое положение
Село Шишковцы находится на правом берегу реки Ничлава,
выше по течению на расстоянии в 0,5 км расположено село Сковятин,
ниже по течению на расстоянии в 0,5 км расположено село Худиевцы.

## История
- Село известно с XVI века.

## Объекты социальной сферы
- Клуб.
- Фельдшерско-акушерский пункт.